# Piwdenno-Sachidna Salisnyzja
Die Piwdenno-Sachidna Salisnyzja (ukrainisch Південно-Західна залізниця; deutsch etwa „Süd-Westliche Eisenbahn“) ist eine regionale Eisenbahngesellschaft in der westlichen Ukraine mit Hauptsitz in der Lyssenka-Straße (ukrainisch вул.Лисенка) Nr. 6 in Kiew und gehört zur ukrainischen Eisenbahngesellschaft Ukrsalisnyzja.
Die Eisenbahngesellschaft bedient die Streckennetze in den Oblasten Chmelnyzkyj, Kiew, Schytomyr, Sumy, Tschernihiw und Winnyzja sowie Teilen der Oblaste Riwne, Tscherniwzi, Tscherkassy, Poltawa und Ternopil. Im Jahr 2008 umfasste sie 4668 Kilometer Eisenbahnstrecke, von denen etwa 93 % elektrifiziert waren, dabei wurden 315 Bahnhöfe bedient. Die Bahnstrecken sind in russischer Breitspur (1520 mm) ausgeführt. Direktor der Gesellschaft war von 2002 bis 2005 und von 2006 bis 2015 Oleksij Krywopischyn.

## Geschichte

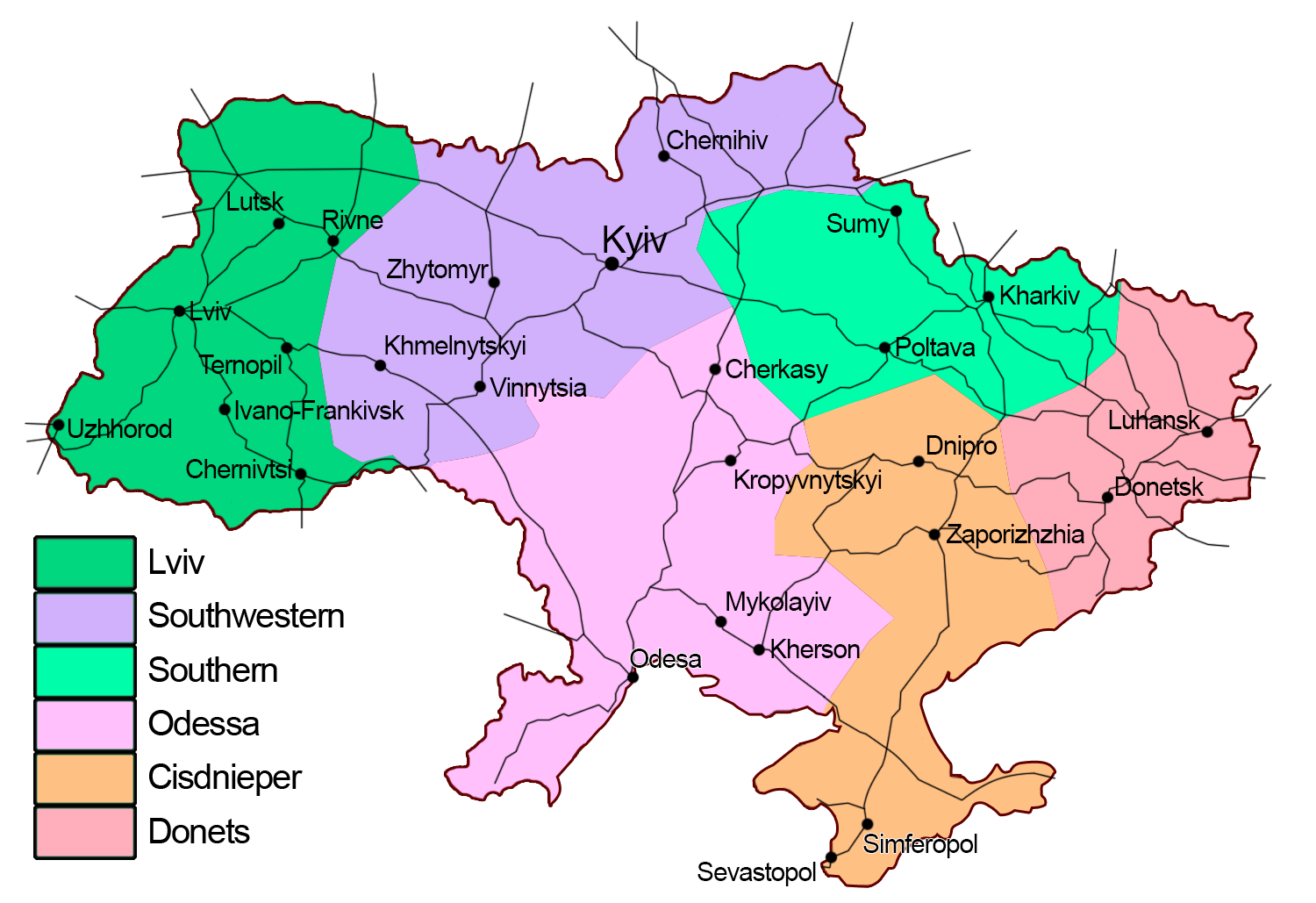
Regionale Eisenbahngesellschaften der Ukraine Stand 2014

Der Eisenbahngeschichte der ukrainischen Gebiete des Russischen Reichs begann in den sechziger Jahren des 19. Jahrhunderts. Später entstand ein Bedarf für eine Verbindung zwischen der Zentralrusslands (Moskau) und dem Hafen in Odessa.
Die erste Bahnstrecke Odessa–Balta war 293 km lang. Sie wurde von 1862 bis 1865 auf Staatskosten gebaut. Der Leiter der Bauarbeiten war der Kammerherr Baron von Ungern-Sternberg. Aufsicht und Kontrolle wurden durch den Generaladjutanten Kozebu wahrgenommen. Als Arbeiter wurden Strafgefangene und Soldaten von Strafkommandos eingesetzt.
Im Mai 1868 begann der Bau der Eisenbahn Kiew-Balta, als Weiterführung der existierenden Strecke. Am 7. Juni 1870 wurde sie sodann in Betrieb genommen und als Russische Südwestbahnen gegründet.
Als im Februar 1870 die Eisenbahnbrücke durch den Ingenieur Struve in Kiew fertiggestellt wurde, bediente der Kiewer Bahnhof auch die Kursk-Kiewer Eisenbahn, die 1868 das gegenüberliegende Ufer des Dnepr erreichte.
Bis 1876 wurden die Strecken Schmerynka–Wolotschysk und Berdytschiw–Staryj Krywyn gebaut. Von 1890 bis 1897 folgte die Inbetriebnahme der Strecken Schmerynka–Mohyliw–Podilskyj, Kosjatyn–Uman, Chrystyniwka–Schpola, Berdytschiw–Schytomyr. Am 1. Januar 1897 wurde die Privateisenbahn Fastow-Snamenka mit den Südwestbahnen verschmolzen. Die staatliche Eisenbahnstrecke Kiew–Korosten wurde am 6. Oktober 1902 auch Teil der Südwestbahnen.
In 1883 wurde die 293,5 km lange Eisenbahnstrecke Bendery–Galați (Rumänien) angeschlossen, obwohl sie noch nicht fertiggestellt war und der Betrieb verlustbringend war.
Die Architekten O. von Hohen und B. Kulikowski bauten 1888–1889 die Verwaltungsgebäude der Südwestbahnen (heutige Adresse: Kiew, Lysenkostr. 6).
1900–1902 wurde die 400 km lange Strecke Kiew (Wolhynischer Bahnhof)–Kowel gebaut.
Am 1. Januar 1904 hatten die Eisenbahnen mehr als 50.000 Mitarbeiter.
1913 besaßen sie 3906 Werst (alte russ. Längeneinheit von 1,066 km) Hauptstrecken, davon waren 1349 Werst zweigleisig. Es gab 1480 Dampflokomotiven, 31809 Güter- und 1650 Personenwagen. Verwaltung der Südwesteisenbahnen bestand aus Gleis-, Traktions-, Verkehrs-, Telegrafen-, Kommerz-, Kosten- und Materialdienst. Darüber hatte die Kanzlei des Eisenbahndirektors eine Buchhaltung, Lehrabteilung und einen medizinischen Dienst.
Am 30. November 1913 wurde die Strecke Proskuriw–Starokonstiantyniw–Schepetiwka in Betrieb genommen. Gleichzeitig wurden die Bauarbeiten begonnen, um diese Strecke bis Korosten zu verlängern und auch Strecken Schepetiwka-Isjaslaw-Laniwzi bzw. Jarmolynzi-Husiatyn zu errichten. Sie wurden 1915–1916 fertiggestellt. Noch 1916 wurde auch die Strecke Korosten–Wystupowytschi–Mazyr errichtet.
Nach dem Ende des Ersten Weltkrieges wurden weitere Strecken gebaut, überwiegend Lokalstrecken. So errichtete man 1925 die Strecke Nischyn-Tschernihiw, 1928 Tschernihiw-Owrutsch, 1930 Tschernihiw-Homel. 1931 folgte Woroschba–Orscha, 1935 Owrutsch-Bilokorowytschi, 1936 Fastiw-Schytomyr und Kalyniwka-Starokonstiantyniw. Die 27 km lange Strecke Schytomyr–Korostyschiw wurde in den fünfzigen Jahren gebaut.
Danach folgten nur noch zwei Strecken: die Güterbahn von dem Wasserkraftwerk Kiew (in Betrieb seit 1961), die seit 2010 auch Personenverkehr übernahm und die Strecke Kiew – Moskauer Bahnhof – Myroniwka (in Betrieb seit 1983).

## Direktionen
1. Eisenbahndirektion Kiew, zuständig für Teile der Oblaste Kiew, Tschernihiw, Tscherkassy und Poltawa
2. Eisenbahndirektion Kostjatyn, zuständig für Teile der Oblaste Kiew, Schytomyr, Winnyzja, Chmelnyzkyj und Riwne
3. Eisenbahndirektion Schmerynka, zuständig für Teile der Oblaste Chmelnyzkyj, Tscherniwzi und Winnyzja
4. Eisenbahndirektion Korosten, zuständig für Teil der Oblaste Sumy und Tschernihiw
5. Eisenbahndirektion Konotop, zuständig für Teile der Oblaste Kiew, Schytomyr und Chmelnyzkyj

## Bahnstrecken
- Bahnstrecke Bachmatsch–Homel (über Nyskiwka nach Belarus – Grenzbahnhof Chorobytschi/Zerachouka)
- Bahnstrecke Bachmatsch–Krementschuk (über Romodan)
- Bahnstrecke Bachmatsch–Odessa (über Pryluky, Hrebinka, Solotonoscha, Smila, Pomitschna, Tokariwka und Beresiwka)
- Bahnstrecke Berdytschiw–Korosten (über Schytomyr)
- Bahnstrecke Bilokorowytschi–Tschernihiw (über Owrutsch)
- Bahnstrecke Browky–Andruschiwka
- Bahnstrecke Butschatsch–Jarmolynzi (über Tschortkiw, Horischnja Wyhnanka und Kopytschynzi)
- Bahnstrecke Krasne–Odessa (über Solotschiw, Ternopil, Welyki Birky, Wolotschysk, Chmelnyzkyj, Schmerynka, Wapnjarka, Rudnyzja, Slobidka, Borschtschi, Myhajewe und Rosdilna)
- Bahnstrecke Fastiw–Zwitkowe (über Myroniwka)
- Bahnstrecke Kalyniwka–Turbiw
- Bahnstrecke Kalyniwka–Uman (über Andrussowe, Oratiw, Monastyryschtsche und Chrystyniwka)
- Bahnstrecke Kelmenzi–Kalinkawitschy (über Jarmolynzi, Chmelnyzkyj, Starokostjantyniw, Schepetiwka, Swjahel, Korosten und Owrutsch nach Belarus – Grenzbahnhof Slawetschna/Wystupowytschi)
- Bahnstrecke Kiew–Kursk (über Nischyn, Bachmatsch, Konotop und Woroschba nach Russland – Grenzbahnhof Wolfine/Gluschkowo)
- Bahnstrecke Kiew–Myroniwka
- Bahnstrecke Kiew–Poltawa (über Hrebinka und Romodan)
- Bahnstrecke Kiew–Schmerynka (über Fastiw, Popilnja, Browky, Kosjatyn, Kalyniwka und Winnyzja)
- Bahnstrecke Konotop–Nawlja (über Woronisch, Makowe und Chutir-Mychajliwskyj nach Russland – Grenzbahnhof Sernowe/Susemka)
- Bahnstrecke Kosjatyn–Schaschkiw (über Pohrebyschtsche Persche)
- Bahnstrecke Kowel–Kiew (über Sarny, Bilokorowytschi, Korosten und Spartak)
- Bahnstrecke Kowel–Kosjatyn (über Kiwerzi, Sdolbuniw, Schepetiwka und Berdytschiw)
- Bahnstrecke Makowe–Banytschi
- Bahnstrecke Swjahel–Fastiw (über Schytomyr)
- Bahnstrecke Nyskiwka–Korjukiwka
- Bahnstrecke Pohrebyschtsche Persche–Andrussowe
- Bahnstrecke Popilnja–Skwyra
- Bahnstrecke Pryluky–Homel (über Nischyn und Tschernihiw nach Belarus – Grenzbahnhof Hornostajiwka/Krawzowka)
- Bahnstrecke Schmerynka–Bălți (nach Moldawien – Grenzbahnhof Mohyliw-Podilskyj/Vălcineț; über Ocniţa)
- Bahnstrecke Schytomyr–Korostyschiw
- Bahnstrecke Spartak–Bujan
- Bahnstrecke Starokostjantyniw–Kalyniwka
- Bahnstrecke Ternopil–Schepetiwka
- Bahnstrecke Winnyzja–Sjatkiwzi
- Bahnstrecke Woronisch–Nowosybkow (nach Russland – Grenzbahnhof Karpowytschi/Klimowo)
- Bahnstrecke Woroschba–Orscha (über Chutir-Mychajliwskyj nach Russland – Grenzbahnhof Tschyhynok/Witemlja)
- Bahnstrecke Woroschba–Charkiw (über Sumy, Kyrykiwka und Ljubotyn)